# Rolls-Royce/SNECMA Olympus 593
Rolls-Royce/SNECMA Olympus 593 — англо-французский турбореактивный двигатель с форсажной камерой, который использовался на сверхзвуковом авиалайнере Конкорд. Первоначально это был совместный проект компаний Bristol Siddeley Engines Limited (BSEL) и SNECMA, созданный на основе двигателя Bristol Siddeley Olympus 22R. Во время разработки двигателя компания Rolls-Royce Limited приобрела BSEL в 1966 году, превратив BSEL в Бристольское двигательное подразделение Rolls-Royce.
До прекращения регулярных коммерческих полётов самолёта Конкорд в октябре 2003 года турбореактивный двигатель Olympus был уникальным в авиации как единственный турбореактивный двигатель с форсажем, используемый на коммерческих самолётах.
Общая эффективность двигателя как тепловой машины в сверхзвуковом крейсерском полёте (суперкруиз) составляла около 43 %, что на тот момент было самым высоким показателем, зарегистрированным для любой обычной термодинамической машины.

## Разработка

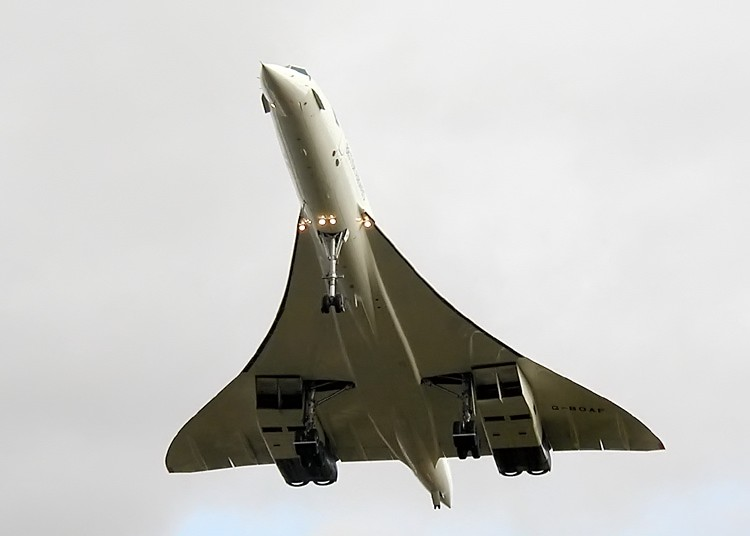
Конкорд 216 (G-BOAF) с двигателем Olympus во время последней в истории посадки Конкорда в Бристоле, Англия

Первоначальный проект двигателя представлял собой гражданскую версию Olympus 22R, переименованную в 591. Двигатель 22R был разработан для продолжительного (45 минут) полёта со скоростью 2,2 Маха в качестве двигателя для BAC TSR-2. Двигатель 591 был перепроектирован и стал называться 593, а его спецификация была завершена 1 января 1964 года. Компании Bristol Siddeley из Великобритании и Snecma Moteurs из Франции должны были разделить проект. SNECMA и Bristol Siddeley также участвовали в несвязанном совместном проекте — турбовентиляторном двигателе M45H.
На ранних этапах разработки была подтверждена основная концепция конструкции, но для удовлетворения техническим требованиям требовалось провести множество исследований, которые включали вопросы выбора и обеспечения удельного расхода топлива (SFC), степень повышения давления в двигателе, вес/размер, а также температуру на входе в турбину. В первоначальных исследованиях рассматривались как турбореактивные двигатели, так и турбореактивные двухконтурные двигатели (ТРДД), но меньшая площадь поперечного сечения турбореактивных двигателей (ТРД) в итоге оказалась решающим фактором в достижении наилучших характеристик. Конкурирующий советский Ту-144 первоначально использовал двигатель с форсажем, но затем его заменили на турбореактивный двигатель без форсажа.
За разработку двигателя и вспомогательного оборудования отвечала компания Bristol Siddeley, в то время как BAC отвечала за регулируемый воздухозаборник и общую компоновку двигателя, а SNECMA — за выходное устройство двигателя сопло/реверс тяги/шумоподавление и форсажную камеру. Так как Франция имела большую долю в производстве фюзеляжа, Британия должна была получить большую долю в производстве двигателя Olympus 593. Наземные испытания двигателей координировались между Bristol Siddeley в Пэтчуэй, National Gas Turbine Establishment (NGTE) в Пайстоке, и Centre d’Essais des Propulseurs (CEPr) в Сакле.
Увеличение веса самолёта на этапе проектирования привело к увеличению требований к взлётной тяге, которые не могли быть удовлетворены двигателем. Недостаток в 20 % был покрыт за счёт внедрения частичного форсажа, который был разработан компанией SNECMA.
В июле 1964 года были произведены первые два экземпляра прототипа двигателя 593D («D» означает «производный», англ. Derivative, то есть полученный из 22R). Двигатели прототипы были построены для подтверждения обоснованности выбранных концепций таких как система охлаждения статора и ротора турбины и проведения испытаниях при высоких температурах окружающей среды. Испытания прототипов показали необходимость в увеличении размеров двигателя. Последующая увеличенная версия двигателя получила обозначение 593B.
Испытание Olympus 593B впервые состоялось в ноябре 1965 года. Модель B (англ. Big — «большой») представляла собой переделку модели 593D, которая планировалась для более раннего проекта Concorde меньшего размера. Результаты испытаний 593D были использованы для проектирования модели B. Позже буква B была исключена из обозначения. Для тестирования масштабных моделей системы сопел SNECMA использовала двигатель Olympus 301.

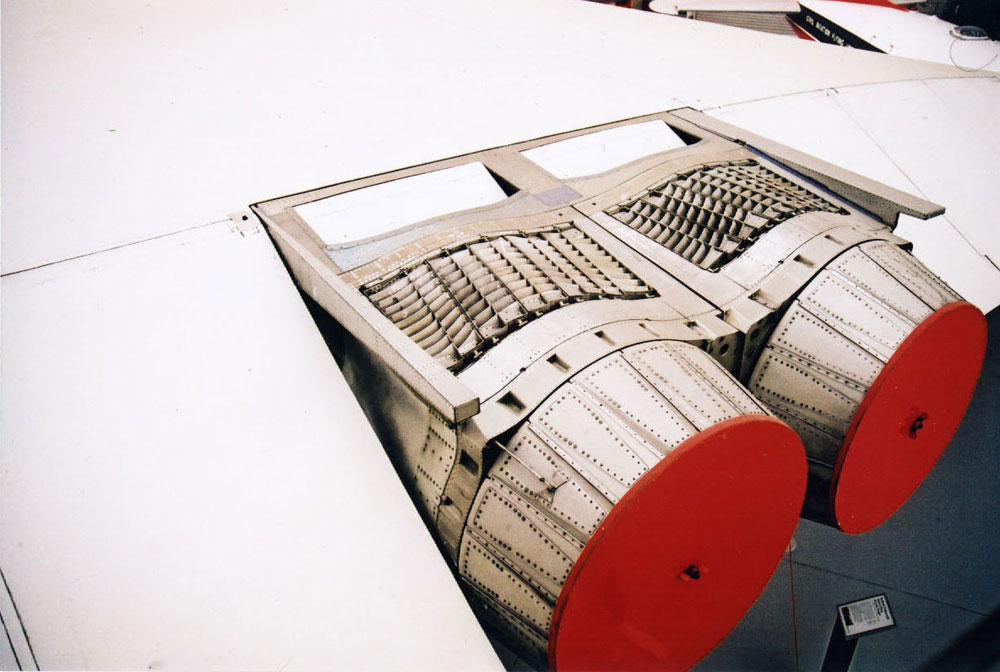
Предсерийный «Конкорд» G-AXDN в Даксфорде. Выходное устройство крупным планом, видны решетки реверса тяги. На серийных самолётах применялись выходные устройства другого типа

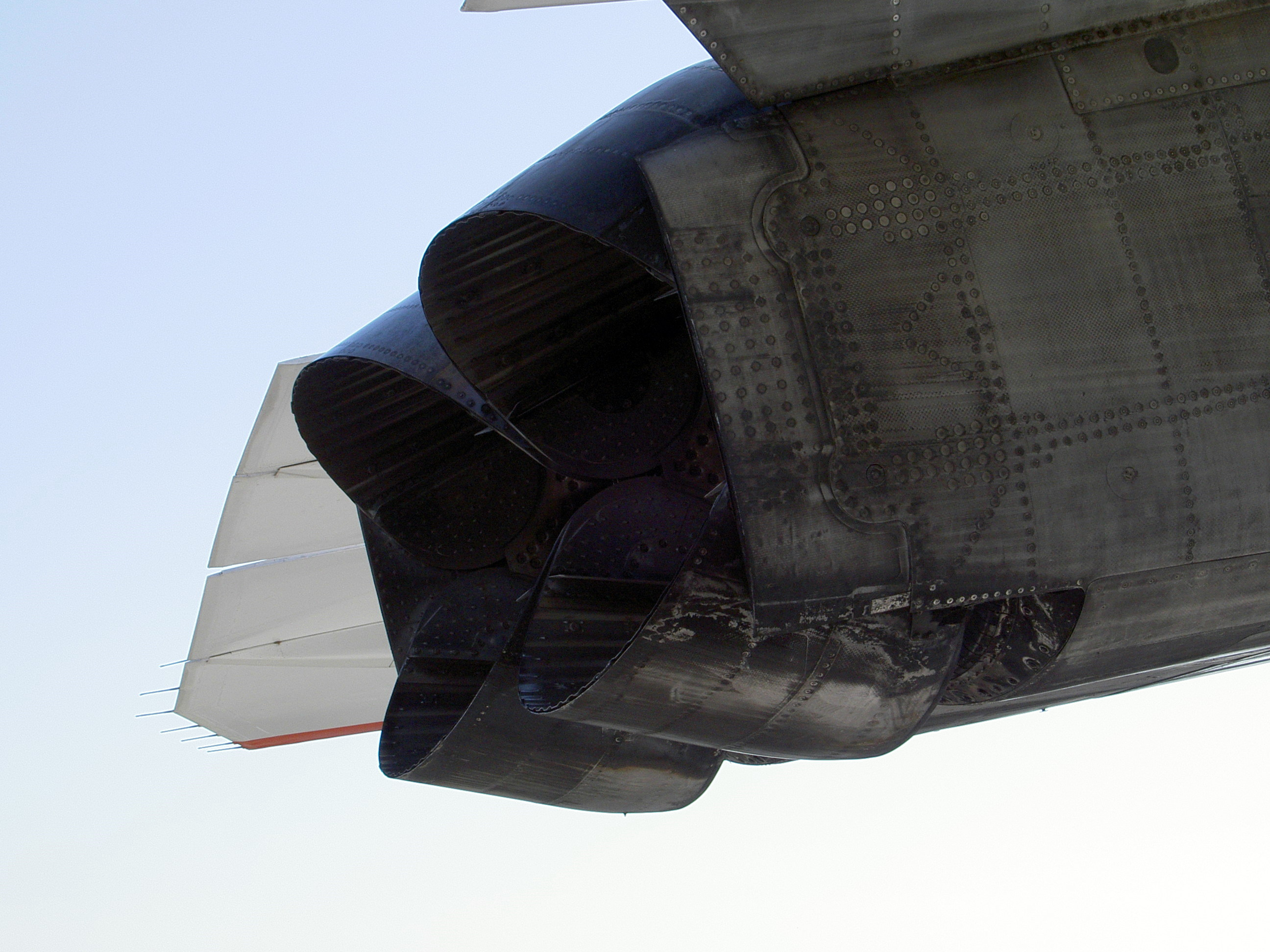
Выходное устройство — реверсивное сопло ковшевого типа с изменяемой геометрией, применявшееся на серийных самолётах

В июне 1966 года в Мелун-Вилларош был впервые запущен двигатель Olympus 593 в сборе с выходным устройством с изменяемой геометрией. В Бристоле начались лётные испытания бомбардировщика Avro Vulcan с двигателем и его гондолой, установленными под бомбоотсеком. Из-за аэродинамических ограничений Vulcan, испытания были ограничены скоростью 0,98 Маха (1200 км/ч). Во время этих испытаний двигатель 593 развил тягу в 35 190 фунтов (157 кН), что превысило спецификацию двигателя.
В начале 1966 года на тестовом полигоне в Пэтчуэй Olympus 593 развил тягу в 37 000 фунтов с использованием форсажа. В апреле 1967 года двигатель Olympus 593 был впервые запущен на стенде в Сакле моделирующим высотные условия. В январе 1968 года лётно-испытательный стенд Vulcan налетал 100 часов, а выходное устройство с изменяемой геометрией для двигателя Olympus 593 было допущено в Мелун-Вилларош к полётам на прототипах Конкорда.
Прототип Конкорда 001 совершил свой первый полёт из Тулузы 2 марта 1969 года. Его пилотировал Андре Туркат, главный лётчик-испытатель компании Sud Aviation. Используя форсаж, он поднялся в воздух со скоростью 205 узлов (380 км/ч) после разбега по земле в 4 700 футов (1,4 км).
Было произведено 67 двигателей Olympus 593.
Была предложена более тихая версия 622 с большей тягой. Для их использования форсаж больше не требовался, а меньшая скорость истечения реактивной струи снижала шум двигателя. Повышенная эффективность позволила бы увеличить дальность полёта и открыть новые маршруты, особенно через Тихий океан, а также трансконтинентальные маршруты через Америку. Однако из-за низких продаж Конкорда этот план по созданию версии «B» Конкорда не был реализован.

## Конструкция двигательной установки
Olympus 593 — одноконтурный двухвальный турбореактивный двигатель с форсажной камерой ТРДФ. Каждый из компрессоров низкого и высокого давления имели по 7 ступеней и приводились в действие одноступенчатыми турбинами. Из-за высокой температуры воздуха на входе при крейсерской скорости 2 Маха — более 120 градусов по Цельсию — диски и лопатки компрессора изготовлены из титана, за исключением последних 4 ступеней компрессора высокого давления, которые изготовлены из никелевого сплава Nimonic 90. Никелевые сплавы обычно требовались только в более горячих зонах турбины, но высокие температуры, возникающие в последних ступенях компрессора на сверхзвуковых скоростях полёта, диктовали их использование и в компрессоре. Статор и лопатки ротора турбины высокого давления и лопатки ротора турбины низкого давления охлаждаемые.
Для обеспечения необходимой взлётной тяги была установлена система частичного форсажа, которая дала 20 % тяги. Форсаж также использовался для трансзвукового разгона с 0,95 до 1,7 Маха; выше этой скорости самолёт летел без использования форсажа.
Все основные компоненты Olympus 593 рассчитаны на срок службы в 25 000 часов, за исключением компрессора и лопаток турбины, которые рассчитаны на срок службы в 10 000 часов. Двигатель, установленный на Конкорде, можно было заменить за 1 час 50 минут.

## Варианты
- 593 — Оригинальная версия, разработанная для Конкорда
  - Тяга: 20 000 фунтов (89 кН) в сухом состоянии / 30 610 фунтов (136 кН) с использованием форсажа
- 593-22R — Силовая установка, устанавливаемая на прототипы. Более высокие характеристики по сравнению с оригинальным двигателем из-за изменений в спецификации самолёта.
  - Тяга: 34 650 фунтов (154 кН) в сухом состоянии / 37 180 фунтов (165 кН) с использованием форсажа
- 593-610-14-28 — Окончательная версия, устанавливаемая на серийные Конкорды
  - Тяга: 32 000 фунтов (142 кН) в сухом состоянии / 38 050 фунтов (169 кН) с использованием форсажа